# Onthophagus petrovitzi
Onthophagus petrovitzi é uma espécie de inseto do género Onthophagus, família Scarabaeidae, ordem Coleoptera.
Foi descrita cientificamente por Frey em 1975.